# Upplands runinskrifter 1101
Upplands runinskrifter 1101 är ett försvunnet vikingatida runstensfragment i Sundbro, Bälinge socken och Uppsala kommun. Någon avbildning av det sedan länge försvunna fragmentet finns inte.

## Inskriften
Translitterering av runraden:
[... auk · abtir · stur...]
Normalisering till runsvenska:
... ok æftiʀ Styr[biorn](?)
Översättning till nusvenska:
... och efter Styr(björn?) ...